# 阿曼达·波尔克
阿曼达·波尔克（英語：Amanda Polk，1986年8月2日—），美国女子赛艇运动员。她曾代表美国参加2016年夏季奥林匹克运动会赛艇比赛，获得女子八人单桨有舵手金牌。